# Heidelberg (Texas)
Heidelberg és una concentració de població designada pel cens dels Estats Units a l'estat de Texas. Segons el cens del 2000 tenia 1.586 habitants.

## Demografia
Segons el cens del 2000, Heidelberg tenia 1.586 habitants, 371 habitatges, i 339 famílies. La densitat de població era de 215,6 habitants per km².
Dels 371 habitatges en un 55,5% hi vivien nens de menys de 18 anys, en un 70,9% hi vivien parelles casades, en un 16,4% dones solteres, i en un 8,4% no eren unitats familiars. En el 7,3% dels habitatges hi vivien persones soles el 4,3% de les quals corresponia a persones de 65 anys o més que vivien soles. El nombre mitjà de persones vivint en cada habitatge era de 4,27 i el nombre mitjà de persones que vivien en cada família era de 4,51.
Per edats la població es repartia de la següent manera: un 39,4% tenia menys de 18 anys, un 12,6% entre 18 i 24, un 23,6% entre 25 i 44, un 17,1% de 45 a 60 i un 7,3% 65 anys o més.
L'edat mediana era de 24 anys. Per cada 100 dones de 18 o més anys hi havia 96,1 homes.
La renda mediana per habitatge era de 15.926 $ i la renda mediana per família de 16.759 $. Els homes tenien una renda mediana de 12.663 $ mentre que les dones 13.036 $. La renda per capita de la població era de 4.922 $. Aproximadament el 40,3% de les famílies i el 42,9% de la població estaven per davall del llindar de pobresa.

## Poblacions més properes
El següent diagrama mostra les poblacions més properes.